# Mouchan
Mouchan é uma comuna francesa na região administrativa de Occitânia, no departamento de Gers. Estende-se por uma área de 13,11 km². Em 2010 a comuna tinha 409 habitantes (densidade: 31,2 hab./km²).